# قلب یخی (مجموعه نمایش خانگی)
قلب یخی نام مجموعه‌ای تلویزیونی خانگی ساخت ایران می‌باشد که در ۳ فصل تولید شده است. کارگردان فصل اول و دوم این مجموعه محمدحسین لطیفی و فصل سوم به کارگردانی سامان مقدم است. این مجموعه نخستین سریال شبکه نمایش خانگی در ایران است. پس از فصل یک و دو در دعوایی مالی بین بازیگران، کارگردان، نویسندگان و تهیه‌کننده دست آخر تهیه‌کننده انتخاب کرد داستان فصل یک و دو را بی پایان‌بندی رها کند و در فصل سوم داستان ماجرای دیگری را پی‌گیرد، در ابتدای فصل سوم بازیگری از قول تهیه‌کننده وعده داد در فرصتی مناسب تکلیف دو فصل قبل مشخص و پایان آن را به سرانجام برسانند — وعده‌ای که تا به امروز محقق نشده است. یکی از دلایل شکست فروش فصل سوم و بی اقبالی به آن همین عدم اعتماد به پایان داستان بود. فصل ۱ در ۱۱ قسمت از مرداد تا آذر ۱۳۸۹ منتشر شد و فصل ۲ نیز در ۱۶ قسمت از مرداد تا اسفند ۱۳۹۰ منتشر شد. فصل ۳ در ۲۷ قسمت از آذر ۱۳۹۱ تا تیر ۱۳۹۳ انتشار یافت.
قلب یخی پس از ارائه در بازار با موجی از کپی غیرقانونی مواجه شد به گونه‌ای که کارگردان آن در گفتگو با خبرگزاری‌ها خبر از ورشکسته شدن تهیه‌کننده مجموعه داد. رضا یزدانی، مازیار فلاحی و محسن یگانه نیز به عنوان خوانندهٔ موسیقی تیتراژ و موسیقی متن با این سریال همکاری کردند.

## خلاصه داستان

### فصل اول
دختری که در یک مزون زنانه کار می‌کند ربوده می‌شود. پرنگ، پسر ویدا (صاحب مزون) در یک درگیری به زندان می‌افتد شیوا (خواهر ویدا) وکالت قاتلی که زن و فرزندش را به قتل رسانده به عهده می‌گیرد در این میان جنازه مانکن دیگری به نام چیستا یافت می‌شود. همه در پی یافتن معماهایی هستند که این وقایع را به هم پیوند می‌دهد…

### فصل دوم
شیوا در دادگاه منتظر موکل‌اش است که خبردار می‌شود گروهی حامد را در مسیر ربوده‌اند ولی دلیلش را نمی‌داند. از طرفی حامد که گریخته باید به محلی از پیش تعیین شده رفته و خود را در اختیار ربایندگان نهد، چرا که ستاره گرفتار آنان است. حامد در آن جا با وضعیتی روبرو می‌شود که از قبل حدس نمی‌زده است…

### فصل سوم
در پایان یک شب پرماجرا، آتیلا (رئیس یک باند) از بالای یکی از ساختمانهای تهران به پایین پرتاب شده و به قتل می‌رسد. شاهرخ (باستانشناس معروف) به جرم قتل آتیلا دستگیر شده و با حامد هم سلولی می‌شود که به خاطر قتل همسر باردارش به اعدام محکوم شده است. سایه دختر شاهرخ به مهران می‌پیوندد تا نام پدرش را از این اتهام پاک کند…

## بازیگران
| بازیگر            | نقش                   | فصل‌ها | وضعیت                            |
| ----------------- | --------------------- | ----- | -------------------------------- |
| حمید فرخ‌نژاد      | فرهاد                 | ۱٬۲   | مرده که به دلیل سانسورها پخش نشد |
| حسین یاری         | حامد نصر و حامد افراز | ۱٬۲٬۳ | زنده در فصل ۱و۲، مرده در فصل ۳   |
| حمید گودرزی       | فرزاد جهان‌آرایی       | ۱     | مرده                             |
| امین حیایی        | امین                  | ۱٬۲   | زنده                             |
| الناز شاکردوست    | چیستا (رعنا مهربان)   | ۱٬۲   | زنده                             |
| نسرین مقانلو      | ویدا صحت              | ۱٬۲   | مرده                             |
| مهراوه شریفی‌نیا   | شیوا صحت              | ۱٬۲   | زنده                             |
| آشا محرابی        | ستاره                 | ۱٬۲   | مرده                             |
| سید مهرداد ضیایی  | مهرداد بهرنگ          | ۱٬۲   | مرده                             |
| سامیه لک          | بهار ارژن             | ۱٬۲   | زنده                             |
| علیرضا کمالی      | مسعود                 | ۱٬۲   | مرده که به دلیل سانسورها پخش نشد |
| محمدرضا داوودنژاد | کیوان                 | ۱٬۲   | مرده که به دلیل سانسورها پخش نشد |
| لیدا عباسی        | نسیم                  | ۱٬۲   | مرده که به دلیل سانسورها پخش نشد |
| شیوا خسرومهر      | ارغوان                | ۱     | مرده                             |
| آزاده شمس         | آذین                  | ۲     | زنده                             |
| حسین معلومی       | سرهنگ وحدت            | ۲     | زنده                             |
| عرفان تقی‌پور      | پرنگ                  | ۱٬۲   | زنده                             |
| شقایق رحیمی‌راد    | پگاه                  | ۱٬۲   | زنده                             |
| مهران مدیری       | مهران                 | ۳     | زنده                             |
| هدیه تهرانی       | سایه                  | ۳     | زنده                             |
| رضا کیانیان       | شاهرخ                 | ۳     | زنده                             |
| پژمان بازغی       | هدایت                 | ۳     | زنده                             |
| رضا عطاران        | اسفندیار              | ۳     | زنده                             |
| طناز طباطبایی     | شیوا قائم‌مقامی        | ۳     | مرده                             |
| هانیه توسلی       | دیبا                  | ۳     | مرده                             |
| امیر آقایی        | آتیلا                 | ۳     | مرده                             |
| امیرحسین رستمی    | صفر                   | ۳     | زنده                             |
| علی قربان‌زاده     | نیما                  | ۳     | زنده                             |
| سحر دولتشاهی      | سامیه                 | ۳     | زنده                             |
| مازیار فلاحی      | مازیار                | ۳     | زنده                             |
| سیدعلی طباطبایی   | پیمان                 | ۳     | زنده                             |
| هدی زین‌العابدین   | ترانه                 | ۳     | زنده                             |
| ایرج شهزادی       | شمس                   | ۳     | زنده                             |
| الهه حصاری        | لاله                  | ۳     | زنده                             |
| پیام اینالویی     | اسکندر                | ۳     | زنده                             |
| سید جواد یحیوی    | استاد                 | ۲     | زنده                             |

## جوایز و نامزدها
| جایزه                      | رده        | دریافت‌کننده | نتیجه |
| -------------------------- | ---------- | ----------- | ----- |
| چهاردهمین دوره جشن حافظ    |            |             |       |
| بهترین کارگردانی تلویزیونی | سامان مقدم | نامزدشده    |       |

## بازخورد
عده‌ای این سریال را نسخهٔ ایرانی سریال فرار از زندان نامیدند و به شباهت‌های بازیگران این دو فیلم اشاره کردند.

## پخش
فصل اول این مجموعه در مرداد ۱۳۸۹ در ۱۱ قسمت توسط تصویر دنیای هنر منتشر شد. فصل دوم هم در تیر ۱۳۹۰ در ۱۶ قسمت توزیع شد. فصل سوم در سال ۱۳۹۱ در ۲۷ قسمت پخش شد.